# Číro

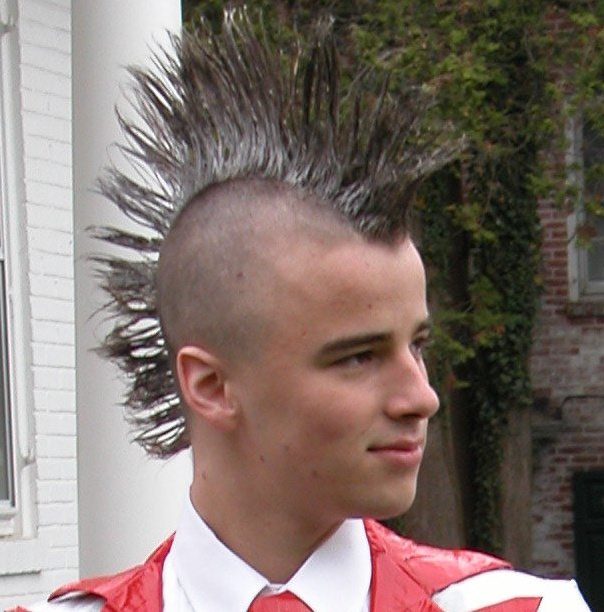
Číro

Číro, celým jménem Čerokýz (z názvu indiánského kmene Čerokíů v souvislosti s podobností s účesy některých indiánských kmenů) je typ účesu, který patří do kultury punkerů. Významem bylo šokování společnosti a význam odlišnosti od hnutí skinheads, kteří měli hlavu vyholenou úplně. Číro má být také přirovnáním indiánskému bezstarostného životu „po svém“, který ukončil příchod moderní civilizace.[zdroj?]
Číro se nejčastěji vytváří vyztužením dlouhého pruhu uprostřed hlavy pomocí různorodých látek (lak na vlasy, vosk, pivo, cukr ve vodě, mýdlo). Je běžné, že punkeři mívají číro velmi propracované, kdy se mohou na hlavě objevit až tři různobarevné pruhy, či je doprovázeno bodlinami. Převážně u punkerů ze západní Evropy lze často na čiru spatřit nápisy, případně jednoduché obrazy.
V březnu 2003 byly v irském Clonycavanu nalezeny ostatky muže ze 4. až 3. století př. n. l., jehož vlasy byly upraveny ve stylu číra za použití tužidla z rostlinného oleje a pryskyřice.[zdroj?]
Jako typ číra bývá označován také starodávný východoslovanský účes chochol, užívaný minimálně od 10. století.